# Rinorea viridiflora
Rinorea viridiflora är en violväxtart som beskrevs av Henri Ernest Baillon. Rinorea viridiflora ingår i släktet Rinorea och familjen violväxter. Inga underarter finns listade i Catalogue of Life.